# Виборчий округ 18
Виборчий округ 18 — виборчий округ у Вінницькій області. В сучасному вигляді був утворений 28 квітня 2012 постановою ЦВК №82 (до цього моменту існувала інша система виборчих округів). Окружна виборча комісія цього округу розташовується в приміщенні спортивного комплексу за адресою м. Іллінці, вул. Європейська, 37.
До складу округу входять Іллінецький, Липовецький, Немирівський, Оратівський і Погребищенський райони. Виборчий округ 18 межує з округом 13 на північному заході, з округом 63 на півночі, з округом 91 на північному сході, з округом 92 на сході, з округом 200 на південному сході, з округом 17 на півдні, з округом 14 і округом 15 на південному заході та з округом 12 на заході. Виборчий округ №18 складається з виборчих дільниць під номерами 050319-050374, 050551-050606, 050770-050784, 050786-050806, 050808-050837, 050839-050891 та 050921-050984.

## Народні депутати від округу
| Ім'я                          | Фото | Партія               | Скликання | Дата набуття повноважень | Дата припинення повноважень |
| ----------------------------- | ---- | -------------------- | --------- | ------------------------ | --------------------------- |
| Калетнік Григорій Миколайович |      | самовисуванець       | 7-ме      | 12 грудня 2012           | 27 листопада 2014           |
| Демчак Руслан Євгенійович     |      | Блок Петра Порошенка | 8-ме      | 27 листопада 2014        | 29 серпня 2019              |
| Мейдич Олег Леонідович        |      | Батьківщина          | 9-те      | 29 серпня 2019           |                             |

## Результати виборів

### Парламентські

#### 2019
Кандидати-мажоритарники:
- Мейдич Олег Леонідович (Батьківщина)
- Довгань Павло Олегович (Слуга народу)
- Демчак Руслан Євгенійович (самовисування)
- Зелінський Андрій Васильович (самовисування)
- Калетнік Григорій Миколайович (самовисування)
- Кременюк Михайло Володимирович (Радикальна партія)
- Михайленко Петро Миколайович (самовисування)
- Вигонюк Андрій Володимирович (Свобода)
- Антонюк Микола Павлович (Опозиційна платформа — За життя)
- Демчак Руслан Дмитрович (самовисування)
- Смотрич Сергій Георгійович (Сила і честь)
- Король Олександр Васильович (самовисування)
- Павлюк Сергій Миколайович (самовисування)
- Грусевич Віталій Олегович (самовисування)
- Лавровський Михайло Ігорович (Розвиток)

#### 2014
Кандидати-мажоритарники:
- Демчак Руслан Євгенійович (Блок Петра Порошенка)
- Калетнік Григорій Миколайович (самовисування)
- Качур Олександр Вікторович (Радикальна партія)
- Якименко Костянтин Вячеславович (Батьківщина)
- Куровський Станіслав Євгенович (самовисування)
- Мельник Микола Євтихійович (самовисування)
- Плис Валерій Віталійович (Опозиційний блок)
- Ігонін Олександр Станіславович (самовисування)
- Формагей Володимир Євгенович (Комуністична партія України)
- Невесенко Олексій Володимирович (самовисування)

#### 2012
Кандидати-мажоритарники:
- Калетнік Григорій Миколайович (самовисування)
- Якименко Костянтин Вячеславович (Батьківщина)
- Куровський Станіслав Євгенович (самовисування)
- Квашук Олександр Євгенович (УДАР)
- Демчак Андрій Васильович (самовисування)
- Філонова Анна Валентинівна (Радикальна партія)
- Братанюк Леонід Євгенович (самовисування)
- Балдинюк Василь Михайлович (самовисування)
- Манжуловський Олександр Феофанович (самовисування)
- Миролюб Наталія Анатоліївна (самовисування)
- Власюк Олександр Іванович (самовисування)
- Болотенюк Степан Васильович (Громадянська солідарність)
- Вовк Анатолій Іванович (самовисування)
- Кошиль Андрій Григорович (самовисування)
- Стамбула Геннадій Станіславович (самовисування)
- Чечель Микола Йосипович (самовисування)

## Явка
Явка виборців на окрузі: